# Ralph Cooper (actor)
Ralph Cooper (16 de enero de 1908 – 4 de agosto de 1992) fue un actor y bailarín de nacionalidad estadounidense, creador y maestro de ceremonias de las Amateur Nights en el Teatro Apollo del barrio de Harlem, Nueva York.

## Biografía
Nacido en la ciudad de Nueva York, trabajó como bailarín en pequeños clubes cercanos a la Universidad de Nueva York, en la cual estudió durante un semestre. En 1935 inició las Amateur Nights del Teatro Apollo, que presentaba cada miércoles por la noche. El teatro cerró en la década de 1970, pero el espectáculo se reinició en 1985 tras completarse la renovación del local, siendo de nuevo maestro de ceremonias. Su hijo, Ralph Cooper 2º, se encargó del show tras ser hospitalizado su padre a causa de un cáncer.
En 1937 formó Million Dollar Productions con el actor negro George Randol y los productores blancos Harry Popkin y su hermano, Leo Popkin, para producir películas de reparto negro que él a menudo protagonizaba, escribía, dirigía y producía.
Ralph Cooper falleció en 1992 en Nueva York, Estados Unidos, a causa de un cáncer.